# Naturschutzgebiet Machnower See

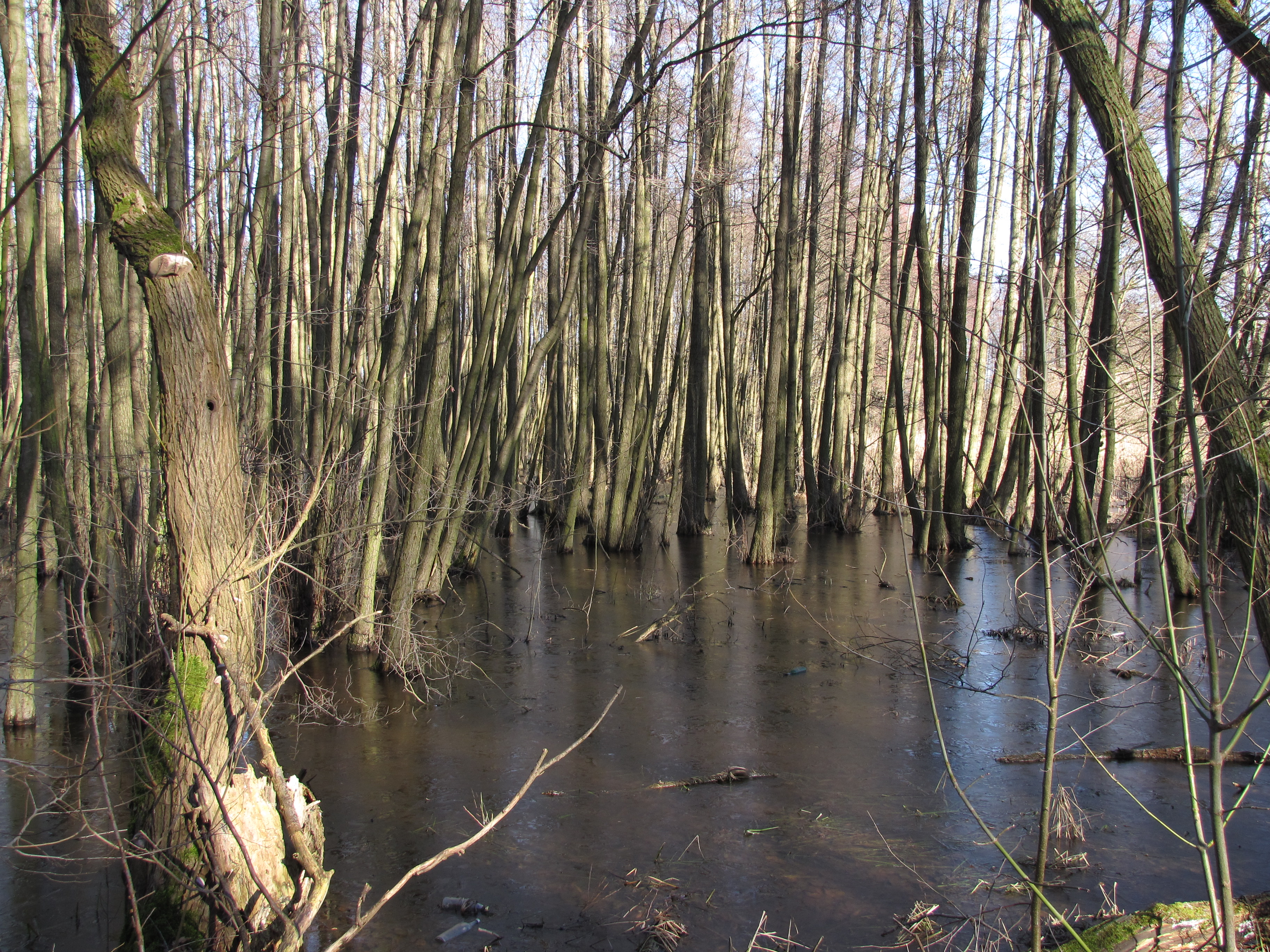
Bruchwald nördlich des Dammes bei Pramsdorf bei hohem Wasserstand des Machnower Sees (Februar 2011)

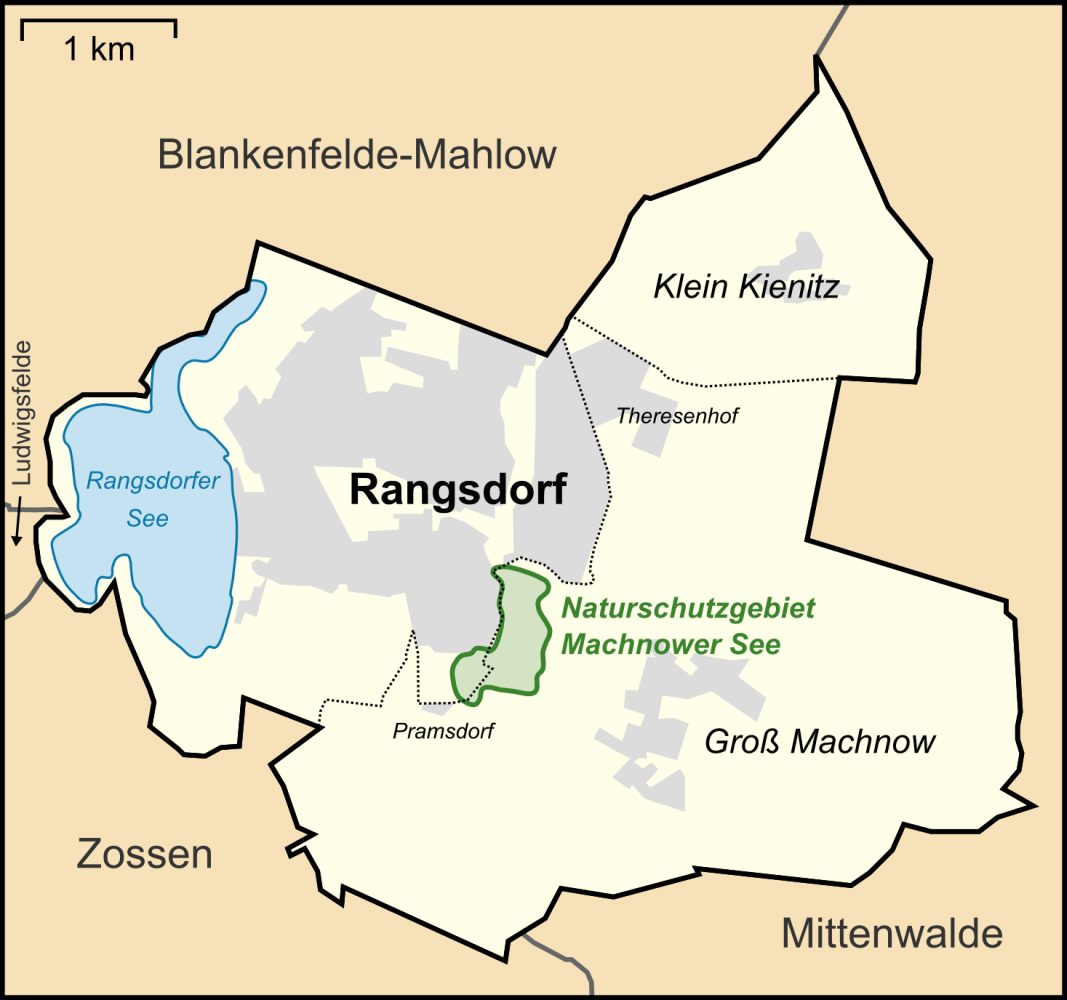
Lage des Naturschutzgebietes auf dem Gebiet der Gemeinde Rangsdorf

Das Naturschutzgebiet Machnower See, auch Naturschutzgebiet  Groß Machnower See genannt, ist ein kleines Naturschutzgebiet, das völlig auf der Gemarkung Groß Machnow (Gem. Rangsdorf, Brandenburg) liegt. Es umfasst 35 ha und beinhaltet im Kern den Machnower See (auch Groß Machnower See) mit einer Wasserfläche von ca. 8 ha. Die Ufer des Machnower Sees sind unzugänglich. Auch der Bruchwald, der den See umgibt ist nur im Sommer teilweise begehbar, bei hohem Wasserstand teilweise überflutet. Das Naturschutzgebiet wurde bereits 1986 eingerichtet.

## Lage
Das Naturschutzgebiet liegt im Südwesten der Gemarkung Groß Machnow. Es zieht sich vom Damm durch den Bruchwald des Machnower Sees bei Pramsdorf entlang des Waldrandes bis zur südöstlichen Ecke der Bebauung von Rangsdorf. Die Grenze verläuft weiter entlang der östlichen Bebauungsgrenze von Rangsdorf nach Norden bis zur Weg Wiesengrund. Auf der anderen Seite des Weges beginnt hier das Naturschutzgebiet Zülowgrabenniederung. Von dort und sich vom Wiesengrund entfernend zieht sich die Grenze entlang des Bruchwaldes gerade nach Osten, weiter entlang des Bruchwaldes nach Süden und Südwesten einschwenkend wiederum bis zum Pramsdorfer Weg. 

## Schutzzweck
Das Naturschutzgebiet besteht hauptsächlich aus Bruchwäldern und einem sehr breiten Schilfgürtel, der vor allem Brutgebiet vieler seltener Vogelarten sind, darunter auch Kraniche. Im Herbst und Frühjahr ist der See auch Rastplatz von durchziehenden Wildgänsen. Die Feuchtgebiete sind auch der Lebensraum seltener Pflanzengesellschaften.